# 木村隆一
木村 隆一（きむら りゅういち、1971年6月10日 - ）は、日本の男性アニメーション演出家、アニメーション監督。日本アニメーター・演出協会理事。東京都生まれ、新潟県育ち。

## 参加作品

### テレビアニメ
1996年
- セイバーマリオネットJ（演出）
- はりもぐハーリー（絵コンテ・演出）

1997年
- さくらももこ劇場 コジコジ（-1999年、絵コンテ・演出）
- こどものおもちゃ（-1998年、絵コンテ・演出）
- 救命戦士ナノセイバー（-1998年、絵コンテ・演出）

1998年
- タッチ Miss Lonely Yesterday あれから君は…（助監督）

1999年
- 彼氏彼女の事情（演出）

2000年
- 銀装騎攻オーディアン（絵コンテ）
- 人造人間キカイダー THE ANIMATION（演出）

2001年
- ドッとKONIちゃん（絵コンテ）
- 爆転シュート ベイブレード（絵コンテ・演出）
- ゴーゴー五つ子ら・ん・ど（絵コンテ・演出）
- しあわせソウのオコジョさん（-2002年、絵コンテ・演出）

2002年
- ぴたテン（絵コンテ・演出）
- ドラゴンドライブ（-2003年、絵コンテ・演出）
- ぷちぷり*ユーシィ（-2003年、絵コンテ・演出）

2003年
- ウルトラマニアック（絵コンテ・演出）

2004年
- みさきクロニクル〜ダイバージェンス・イヴ〜（絵コンテ）
- モンキーターン（絵コンテ・演出）
- 天上天下（演出）
- 月は東に日は西に 〜Operation Sanctuary〜（絵コンテ）
- モンキーターンV（絵コンテ・演出）
- パンダーゼット（絵コンテ・演出）

2005年
- ああっ女神さまっ（絵コンテ・演出）
- 絶対少年（絵コンテ・演出）
- SoltyRei（-2006年、絵コンテ・演出）

2006年
- しにがみのバラッド。（絵コンテ・演出）
- 吉宗（絵コンテ）
- ああっ女神さまっ それぞれの翼（絵コンテ・演出）

2007年
- パンプキン・シザーズ（絵コンテ）
- 天元突破グレンラガン（絵コンテ・演出）
- しおんの王（-2008年、絵コンテ・演出）
- スケッチブック 〜full color's〜（絵コンテ）

2008年
- ヴァンパイア騎士（絵コンテ・演出）
- ポルフィの長い旅（絵コンテ）
- S・A〜スペシャル・エー〜（絵コンテ）
- ヴァンパイア騎士 Guilty（演出）
- 屍姫 赫（絵コンテ・演出）
- まかでみ・WAっしょい!（絵コンテ）

2009年
- アラド戦記 〜スラップアップパーティー〜（絵コンテ）

2010年
- はなまる幼稚園（副監督・絵コンテ・演出・OP絵コンテ/演出）
- さらい屋 五葉（絵コンテ・演出）
- アマガミSS（絵コンテ・OP1絵コンテ/演出）
- あそびにいくヨ!（絵コンテ・演出）
- クッキンアイドル アイ!マイ!まいん!（絵コンテ・演出）
- そらのおとしものf（OP演出）
- パンティ&ストッキングwithガーターベルト（絵コンテ・演出）

2011年
- ドラゴンクライシス!（絵コンテ・演出）
- デッドマン・ワンダーランド（絵コンテ・演出）
- THE IDOLM@STER（絵コンテ・演出）
- UN-GO（絵コンテ・演出）

2012年
- 夏色キセキ（副監督・絵コンテ・演出）
- アイカツ!（-2016年、監督・絵コンテ・OP絵コンテ/演出）

2016年
- アイカツスターズ!（-2018年、スーパーバイザー・絵コンテ）
- 双星の陰陽師（-2017年、絵コンテ）

2017年
- アイドルマスター SideM（絵コンテ）
- こねこのチー ポンポンらー大冒険（絵コンテ）

2018年
- ポチっと発明 ピカちんキット（-2020年、監督・絵コンテ・演出）
- アイカツフレンズ!（-2019年、スーパーバイザー）

2019年
- けものフレンズ2（監督・絵コンテ）

2021年
- アイカツプラネット!（総監督・監督）

2023年
- もののがたり（監督）
- おとなりに銀河（監督）

2025年
- 外れスキル《木の実マスター》 〜スキルの実（食べたら死ぬ）を無限に食べられるようになった件について〜（監督・絵コンテ・演出）
- ロックは淑女の嗜みでして（ED絵コンテ）

2026年
- レプリカだって、恋をする。（監督）

### 劇場アニメ
2011年
- 劇場版 魔法先生ネギま! ANIME FINAL（絵コンテ）

2014年
- 劇場版アイカツ!（総監督・絵コンテ）

2016年
- アイカツ! 〜ねらわれた魔法のアイカツ!カード〜（監督）

2022年
- 劇場版アイカツプラネット!（監督）
- アイカツ！ 10th STORY ～未来へのSTARWAY～（監督）

2025年
- アイカツ!×プリパラ THE MOVIE -出会いのキセキ!-（スーパーバイザー）

### OVA
2007年
- サクラ大戦 ニューヨーク・紐育（監督・絵コンテ・演出）

2011年
- ああっ女神さまっ いつも二人で（演出）